# Fiľakovské Kováče
Fiľakovské Kováče (hongrois : Fülekkovácsi) est un village de Slovaquie situé dans la région de Banská Bystrica.

## Histoire
La première mention écrite du village date de 1246.
La localité fut annexée par la Hongrie après le premier arbitrage de Vienne le 2 novembre 1938. En 1938, on comptait 652 habitants dont 6 d'origine juive. Elle faisait partie du district de Lučenec (hongrois : Losonci járás). Le nom de la localité avant la Seconde Guerre mondiale était Fiľakovské Kováče/Fülek-Kovácsi. Durant la période 1938 - 1945, le nom hongrois Fülekkovácsi était d'usage. À la libération, la commune a été réintégrée dans la Tchécoslovaquie reconstituée.
Le hameau de Fiľakovské Kľačany était une commune autonome en 1938. Il comptait 115 habitants en 1938 dont 4 juifs. Elle faisait partie du district de Lučenec (hongrois : Losonci járás). Le nom de la localité avant la Seconde Guerre mondiale était Fiľakovské Kľačany/Fülek-Kelecsény. Durant la période 1938 -1945, le nom hongrois Fülekkelecsény était d'usage.

## Démographie

### Évolution de la population
| Année:               | 1994. | 2004.   | 2014.   | 2024.   |
| -------------------- | ----- | ------- | ------- | ------- |
| Nombre de personnes: | 880   | 898     | 915     | 918     |
| Différence:          |       | +2,04 % | +1,89 % | +0,32 % |

| Année:               | 2023. | 2024.   |
| -------------------- | ----- | ------- |
| Nombre de personnes: | 904   | 918     |
| Différence:          |       | +1,54 % |